# Briones Montoto
Briones Montoto, también conocido como Comunidad Antonio Briones Montoto, es una localidad perteneciente al municipio de Pinar del Río, de la provincia con igual nombre en Cuba.

## Historia
Su construcción se inició en la década de 1960, y en ella viven sobre todo pobladores que habitaban una amplia zona del sur de Pinar del Río y sus descendientes.

## Características principales
La población del lugar está dedicada sobre todo a la agricultura, cítricos, tabaco, viandas y hortalizas, así como a la ganadería vacuna. Igualmente está enclavada en una zona donde existen muchas escuelas en el campo, y que dan empleo a muchos pobladores locales. Se comunica con el resto de la provincia por una carretera que llega hasta el pueblo de Ovas y después se une a la carretera central, atravesando en su trayecto la autopista nacional.